# Hunia, Dolj
Hunia este un sat în comuna Maglavit din județul Dolj, Oltenia, România.

## Denumire

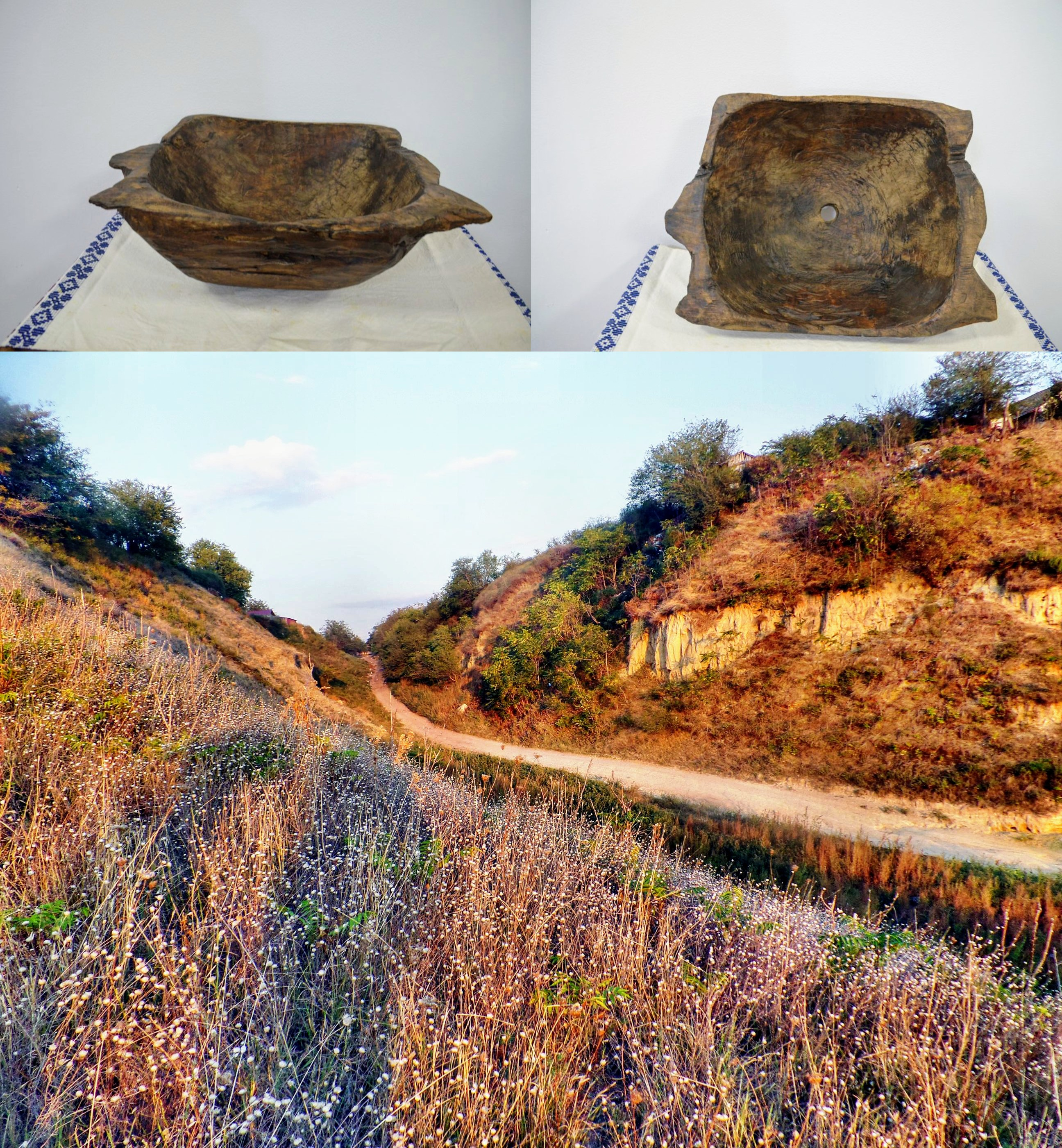
Vas de lemn ("hunie") si Hunia Lungă, sat Hunia, Romania

Cuvântul hunia (în bulgară huniia (хуниа), în sârbă hunija, în turcă huni) este un regionalism folosit în sudul României, Bulgaria sau Serbia și denumește un vas de lemn cu un orificiu la bazã, ca o pâlnie mare, în care se toarnă mustul pentru a se scurge în butoi. Pe de altă parte, în special în localitățile situate pe malurile înalte de lângă Dunăre, oamenii au săpat șanțuri mari în dealurile satelor pentru a urca dealul la muncă sau pentru a ajunge mai ușor în vale. În timpul ploilor torențiale un astfel de șanț funcționează și ca o pâlnie foarte mare, apa scurgându-se în torente spre vale, prevenind astfel inundarea satului. Aceste șanțuri săpate în dealuri au fost denumite hunii, prin asemănare cu obiectele de mai sus și au fost cele mai numeroase în zona localității, astfel încât satul a fost denumit Hunia.
Locuitorii satului Hunia au considerat localitatea ca fiind împărțită în două zone mari, aproximativ egale, „Bujor” și „Măgura”, „linia de frontieră” fiind actuala stradă Mihail Sadoveanu.
„Bujor” este zona veche a satului, partea dinspre satul Maglavit, denumită așa după câmpia plină de flori („bujori”) pe care au găsit-o locuitorii, atunci când s-au mutat de sub deal și au reînființat satul pe deal, acolo unde este acum. „Măgura” este zona mai nouă a satului, partea dinspre satul Cetate, denumită așa după movila („măgura”) Stancăi (soția domnitorului Mihai Viteazul). Doamna Stanca ar fi oprit aici, într-una din vizitele acesteia la moșiile sale din zona Mehedinți.
În perioada modernă, la ieșirea satului Hunia spre Maglavit a fost creată o zonă intravilană, numită „Satul Nou”.

## Geografie

### Localizare

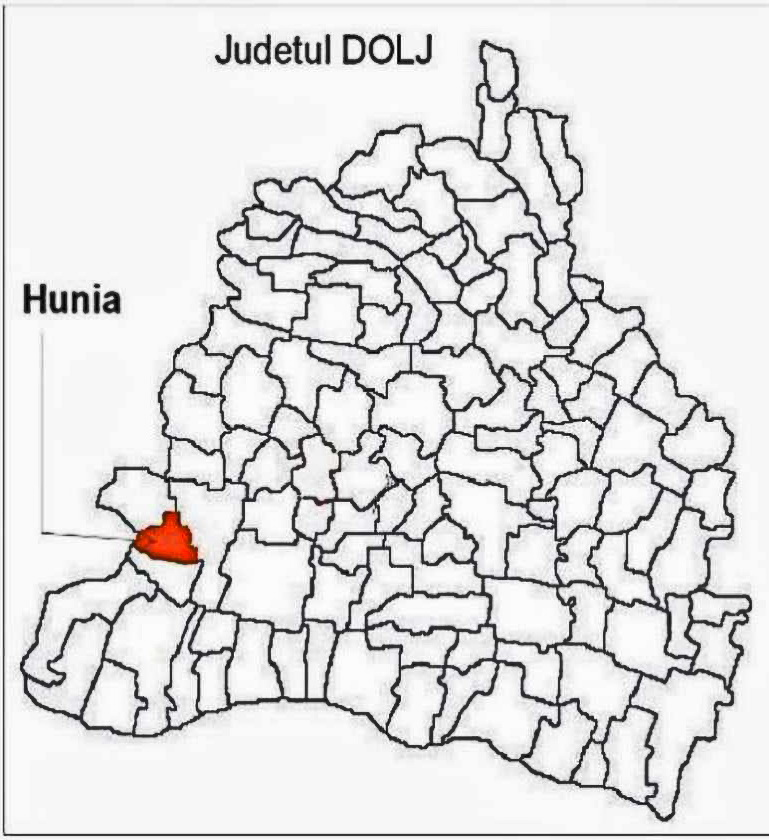
Poziția geografică a satului Hunia pe harta administrativă a județului Dolj, România

Satul Hunia este situat în Sud-Vestul României, în regiunea Oltenia, în Sud-Vestul județului Dolj, pe malul stâng al Dunării. Pe malul drept al fluviului, în Bulgaria, este insula (ostrov) Kikinete, între localitățile Kosava și Slanotran. În acest loc Dunărea este la 808 km de la vărsarea sa în Marea Neagră (Sulina, România) și la 2052 km de la izvor (râul Breg, Pădurea Neagră, Germania).
Distanța Hunia - Craiova este de 80 km pe drumurile DN56A și E79 iar distanța până la București este de 305 km, prin Pitești, Argeș. Cel mai apropiat oraș (Calafat, punct de frontieră cu Bulgaria) se află la o distanță de 18 km iar până la Drobeta Turnu Severin (punct de frontieră cu Serbia) sunt 80 km. 
Satele vecine satului Hunia sunt: satul Maglavit din comuna Maglavit (la Sud), satul Moreni din comuna Cetate (la Nord), satele Moțăței și Moțăței-Gară din comuna Moțăței (la Est). Desigur, la Vest, satul Hunia este despărțit prin fluviul Dunărea de insula Kikinete/Kosava (Bulgaria).
„Frontiera” administrativă  dintre satul Hunia (comuna Maglavit) și satul Moreni (comuna Cetate) începe de la Dunăre, dintre punctele „La Dop” și „La Cazemate”, trece prin mijlocul Bălții Hunia (Balta Mare) și ajunge la DN 56A, de unde se continuă spre satul Moțăței (comuna Moțăței).
„Frontiera” administrativă dintre satul Hunia (comuna Maglavit) și satul Maglavit (comuna Maglavit) începe de la Dunăre, puțin înainte de „Cazemată”, se continuă pe „Drumul Central”, întâlnește DN56A (între cele două sate) și se continuă spre satul Moțăței Gară (comuna Moțăței).

### Relief
Satul Hunia este un sat de câmpie. Localitatea se află în vestul Câmpiei Române, în SV zonei denumite Câmpia Olteniei, la întâlnirea dintre cele 2 subdiviziuni ale acesteia, Câmpia Blahniței și Câmpia Băileștilor. În partea de E a localității există o câmpie plată, aproape orizontală (altitudine 70-75 m), alături de forme de relief cunoscute sub denumirea de dune (îngrămădiri de nisip formate sub acțiunea vântului, în special în SV Olteniei, pe cursul Dunării). În partea de N a localității există dealul Bârlad. În partea de V a localității există lunca Dunării, o formă de relief caracteristică malurilor unei ape curgătoare. Este o zona inundabilă pe care se găsește o pădure formată din sălcii, răchită și plopi. De-a lungul timpului, datorită depunerilor de aluviuni și creșterii vegetației au apărut formele de relief denumite grind  și ostrov  (Grindul lui Ghețău, Ostrovul Cetate, Ostrovul lui Mirică etc.).
Pe teritoriul satului Hunia se găsesc și movile (ridicături de pământ, mai mari sau mai mici) pe care locuitorii le numesc „măguri”. Acestea au apărut în mod natural sau au fost create de către oameni (pentru a fi folosite în diferite scopuri). Ele  diferă ca dimensiuni, amplasare și stare de conservare: Măgura Stancăi (88 m), Măgura lui Nicolae, Măgura Verde, Măgura Popii, Măgura lui Panait, Măgura lui Burtea, Măgura Grecilor, Măgura Viilor, Măgura lui Predoi.
În satul Hunia sunt 6 "hunii", mai mari sau mai mici, unele folosite, altele abandonate, toate către „vale”. Denumirile sunt date după unii proprietari ai caselor din capătul dinspre deal sau după scopul deservit: Hunia lui Mirescu (Hunia Bujorului), Hunia lui Lesă (Hunia Cazanului), Hunia lui Călinoiu (Hunia lui Brandibur), Hunia lui Rincă, Hunia lui Marochina (Hunia lui Șchiopu, Hunia Lungă), Hunia lui Mitriș (Hunia lui Soare, Hunia Bârladului).

### Clima
Satul Hunia se încadrează în zona cu climat continental, cu influențe submediteraneene. Zona se caracterizează prin veri foarte calde cu precipitații mai puțin bogate sub formă de averse și prin ierni moderate, cu viscole rare și frecvente intervale de încălzire. Așezarea geografică în SV țării, la cel mai mare cot al Dunării, cu apropiere de aproximativ 700 de km de Marea Mediterană, face ca zona să fie cea mai caldă din țară cu o mare influență mediteraneeană. Un alt factor care influențează clima din zona Calafatului este solul 
luto-nisipos care vara se încălzește până la temperatura de 60°C.
Temperatura
| Date climatice pentru Calafat | Date climatice pentru Calafat | Date climatice pentru Calafat | Date climatice pentru Calafat | Date climatice pentru Calafat | Date climatice pentru Calafat | Date climatice pentru Calafat | Date climatice pentru Calafat | Date climatice pentru Calafat | Date climatice pentru Calafat | Date climatice pentru Calafat | Date climatice pentru Calafat | Date climatice pentru Calafat | Date climatice pentru Calafat |
| Luna                          | Ian                           | Feb                           | Mar                           | Apr                           | Mai                           | Iun                           | Iul                           | Aug                           | Sep                           | Oct                           | Nov                           | Dec                           | Anual                         |
| ----------------------------- | ----------------------------- | ----------------------------- | ----------------------------- | ----------------------------- | ----------------------------- | ----------------------------- | ----------------------------- | ----------------------------- | ----------------------------- | ----------------------------- | ----------------------------- | ----------------------------- | ----------------------------- |
| Maxima medie °C (°F)          | 2 (36)                        | 4 (39)                        | 10 (50)                       | 17 (63)                       | 22 (72)                       | 26 (79)                       | 28 (82)                       | 28 (82)                       | 24 (75)                       | 17 (63)                       | 9 (48)                        | 4 (39)                        | 15,9 (60,6)                   |
| Media zilnică °C (°F)         | −1 (30)                       | 2 (36)                        | 6 (43)                        | 13 (55)                       | 18 (64)                       | 21 (70)                       | 23 (73)                       | 22 (72)                       | 18 (64)                       | 12 (54)                       | 6 (43)                        | 3 (37)                        | 11,9 (53,4)                   |
| Minima medie °C (°F)          | −4 (25)                       | −2 (28)                       | 2 (36)                        | 7 (45)                        | 12 (54)                       | 16 (61)                       | 17 (63)                       | 16 (61)                       | 11 (52)                       | 7 (45)                        | 3 (37)                        | 1 (34)                        | 7,2 (45)                      |
| Precipitații mm (inches)      | 38.1 (1.5)                    | 43.2 (1.701)                  | 45.7 (1.799)                  | 48.3 (1.902)                  | 58.4 (2.299)                  | 66.0 (2.598)                  | 40.6 (1.598)                  | 33.0 (1.299)                  | 33.0 (1.299)                  | 38.1 (1.5)                    | 50.8 (2)                      | 48.3 (1.902)                  | 543,5 (21,398)                |
| Sursă: weather.com            |                               |                               |                               |                               |                               |                               |                               |                               |                               |                               |                               |                               |                               |

Vânturile
Primăvara, cea mai mare frecvență o au vânturile din V și SV; „Crivățul”, dinspre NE, aduce ploaia. Vara se fac mai simțite vânturile dinspre V, NV și SV; 
„Austrul”, care bate dinspre SV (Serbia), este un vânt secetos de aceea este numit și „Sărăcilă”. Circulă și cu 20-30 km/oră. Toamna se manifestă mai mult vânturile dinspre NV și SV. „Băltărețul” este un vânt local care bate dinspre SE, un vânt călduț și ușor umed, aduce de obicei ploi bogate (este bun pentru agricultură). Iarna cele dinspre V, NE și SV. „Crivățul”, dinspre NE, dinspre Moldova/Siberia, aduce zăpada, produce viscole.
„Austrul”, dinspre SV este rece, fără precipitații și aduce geruri uscate, mari și dure.

## Istorie
La începutul secolului al XVII-lea (1600-1620) moșia Hunia se afla deja 
în stăpânirea boierilor Păieni. Prima atestare documentară de până acum este din 27 mai 1623, într-un „zapis” dat  în Târgoviște. La această dată, șase boieri stabiliți prin răvașe domnești au împărțit averea rămasă de la Ion paharnicul din Paia, între soția sa Marina și fiul lor, Lațco comis. În urma împărțirii făcute, satul/moșia Hunia a revenit comisului Lațco. La sfârșitul aceluiași secol (al XVII-lea), o parte din moșia Hunia a fost dată de Preda Păianu ca zestre fiicei sale, Vilaia la căsătoria acesteia cu Gheorghe Obedeanu. Între 1719-1741 satul Hunia aparține de județul Mehedinți, Plasa de Jos (a ispravnicului Constantin Poenar). În anul 1727, moșia Hunia, se afla în stăpânirea vornicului Constantin 
Obedeanu și a lui Ion Păianu.
Locuințe temporare. Din satele apropiate, în zona viitorului sat locuit, se deplasau temporar, doar în lunile calde ale anului, oameni (păstori) care se ocupau cu creșterea animalelor. În special ciobani, împreună cu oile lor. Animalele profitau de iarba bogată din vale, rămasă după retragerea apelor Dunării.
Locuințe permanente. Formarea satului. Ca urmare a Păcii de la Passarowitz, timp de 21 de ani (1718-1739) Oltenia a făcut parte din Imperiul Austriei. Pe la 1740, păstorii veniți temporar pe moșia Hunia au săpat bordeie în coasta dealului ("sub dealuri") și s-au stabilit aici pe toată durata anului. Aceste bordeie au fost primele locuințe permanente din sat.
Astfel, propriu zis, „satul Hunia s-a înființat pe la anul 1740".

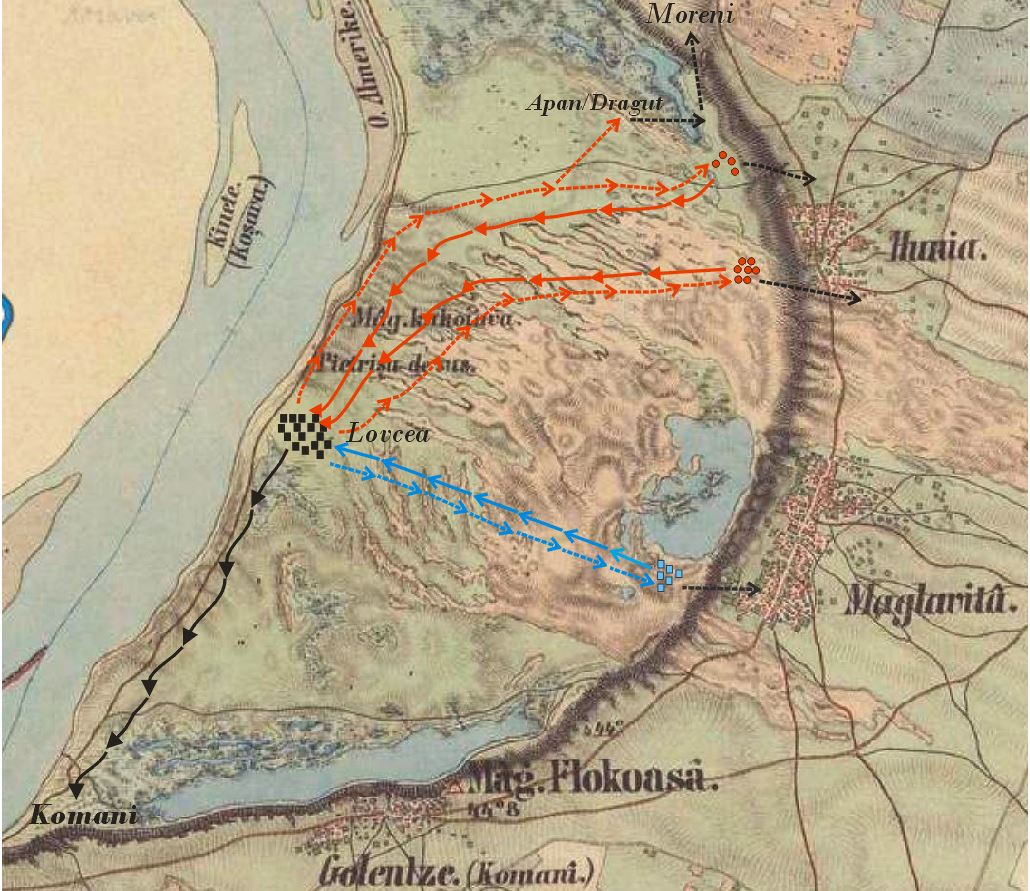
Mutarea satelor Hunia și Maglavit în punctul Lovcea și așezarea satelor în zonele de azi.

Mutarea satului. Spre sfârșitul secolului al XVIII-lea (1775-1800), urmașii lui Constantin Obedeanu și Ion Păianu au dăruit moșia Hunia bisericii Madona Dudu din Craiova. Epitropia bisericii a administrat în totalitate, moșia Hunia, până la reformele lui A.I. Cuza din 1864. Între anii 1778-1780 locuitorii din Hunia și Maglavit s-au mutat "de sub dealuri" la „Pietriș”, înființând satul „Lovcea”, pe malul Dunării (Plaja Maglavit din zilele noastre). Mutarea s-a făcut datorită persecuțiilor „arendașului Angherliu” (din familia Hangerli, de origine greacă) pentru strângerea birurilor de pe moșiile Hunia și Maglavit, aflate atunci în proprietatea bisericii Madona-Dudu. Aici existau și dezavantaje: iarna, sloiurile de gheață astupau cursul Dunării, apele revărsându-se peste maluri, inundând satul iar vara, exista riscul spulberării permanente a nisipului, de către vânt. După plecarea arendașului (1800) locuitorii din "Lovcea" au revenit la locurile inițiale, "sub dealuri". La începutul secolului al XIX-lea, între anii 1813-1814, a avut loc epidemia de ciumă cunoscută sub denumirea de „Ciuma lui Caragea”. Din cauza condițiilor insalubre din bordeiele umede și întunecate, săpate în pământ în panta dealului, locuitorii nu ar fi rezistat, astfel că de "sub dealuri" locuitorii au „ieșit” la câmpie ("pe deal"), la soare și la loc uscat, în zona Bujor (cei mai mulți) și în zona Măgura (mai puțini), locurile unde este satul de azi.  
Războaiele ruso-turce. Timp de 350 de ani, între 1568-1918, între Rusia și Turcia au avut loc 12 războaie. Doar 7 dintre ele s-au desfășurat după formarea satului Hunia (1740). În 2 dintre acestea,  Războiul Ruso-Turc 1787-1793 (Bătălia de la Calafat) și Războiul Ruso-Turc 1853-1856 (Bătălia de la Cetate), satul Hunia a fost în zona de operațiuni militare. În anul 1939 se mai putea vedea în sat locul numit "Patul Turcului" (punct de comandă al armatei turcești) sau urmele cuptoarelor de cărămidă de la bucătăriile armatei ruse. Mai există și astăzi "Măgura lui Nicolae", o movilă de pământ de unde armata rusă a bombardat drumul din Hunia pe unde armata turcă  se retrăgea spre Calafat după Bătălia de la Cetate. 

## Locuri de interes

### Biserica "Sf. Nicolae"

Biserica Sf. Nicolae - Hunia, Dolj, România

Biserica cea "nouă" (a treia construcție a lăcașului sfânt) s-a făcut pe locul unde se află și astăzi, lângă școală.
În 1890, locuitorii din satul Hunia (din 1864 – comuna Hunia) au format un comitet de inițiativă și au angajat pe Grigore Marcovici, un „maistru” meșter de origine româno-macedoneană care tocmai terminase construcția bisericii din satul Caraula, localitate tot din județul Dolj, la 30 de kilometri de Hunia.
Lucrul a început în data de 1 iulie 1890, sub supravegherea primarului Gheorghe Stănescu. Până la sfârșitul lunii octombrie a aceluiași an s-a terminat de ridicat zidăria și s-a realizat acoperișul din tablă. 
Noul primar, Ion Ionescu, a supervizat lucrările pe perioada anului următor, astfel încât Biserica s-a sfințit la data de 12 aprilie 1892. Odoarele sunt bizantine.
Biserica a fost construită din cărămidă, în stil arhitectonic modern (în forma de cruce) iar pictura este tot modernă . Biserica este așezată în mijlocul satului, în rând cu școlile și primăria, pe o vatră din sat în întindere de o jumătate de pogon.
„Pisania” Bisericii „Sf. Nicolae” – Hunia: „Cu vrerea Tatălui, cu binecuvîntarea Fiului și cu desăvîrșirea Sfintului Duh, ziditu-sa din temelie această Sfînta Biserică în anul 1892, în timpul M.S. Regelui Carol I, al P.S. Episcopului Ghenadie, fiind paroh Pr. Ioan Moreanu. S-a restaurat în anul 1937, sub domnia M.S. Regelui Carol II, fiind episcop P.S. Bartolomeiu și paroh Pr. Chiriloiu Constantin.”
Perioada modernă a bisericii „Sf. Nicolae” din satul Hunia începe cu sosirea (1982), în această parohie, a preotului Ion Anghel. În decursul a celor aproape 30 de ani de activitate, acesta a reamenajat biserica și cimitirul dar, mai ales, a fost el însuși, un sprijin moral pentru locuitorii satului. Sub conducerea acestuia s-a construit un gard de fier la curtea bisericii, s-a închis cimitirul cu sârmă și s-a făcut, în fața cimitirului, un gard cu porți din fier. Tot în această perioadă, cu ajutor financiar și fizic de la enoriași, s-a „spălat” pictura din interiorul bisericii și s-a făcut o fântână în curtea acestui lăcaș de cult.
În biblioteca parohiei existau aproape 1700 de cărți si reviste.

### Măgura Stancăi
Se află pe str. Burebista, în apropierea intersecției cu str. I.L. Caragiale. Este situată pe un promontoriu înalt, acolo unde terasa înaltă pe care se află localitatea modernă începe să coboare spre bălțile din lunca Dunării. Dunărea se află la 3,5 km vest. Aici s-a descoperit un mormânt preistoric. În prezent, situl arheologic este acoperit de pășuni, iar în partea sa superioară a fost amplasată o bornă. Conform unei legende, pe la sfârșitul sec. al XVI-lea (1585-1600), Doamna Stanca (soția domnitorului Mihai Viteazul) ar fi oprit aici, la întoarcerea dintr-una din vizitele la moșiile sale (satul Salcia), din zona Mehedinți. Călătorind pe Dunăre, spre Calafat, barca în care se afla a trebuit să se refugieze pe o „ridicătură” de pe malul fluviului revărsat, apele trecând atunci chiar pe la baza dealurilor satului Hunia (ulterior cele 4 lacuri/bălți din zonă). Un fapt istoric real este că din vârful acestei „măguri”, în anul 1877 (16 mai), Domnitorul Carol (din 1881, Regele Carol I) a studiat pozițiile de amplasament ale armatei, pe malul Dunării.

## Personalități

### Florea Mitrănescu(1 februarie 1866 - 21 februarie 1944)
General de corp de armată – 1942 {sublocotenent - 1908, locotenent - 1911, căpitan - 1916, maior - 1917, locotenent-colonel - 1923, colonel - 1929, general de brigadă - 1937, general de divizie - 1940).
Comandant Corp 7 Armată (1941 - 43), comandant Corp 6 Armată 1943, comandant Corp 7 Armată (1943 - 44).  Comandant Divizie 19 (1941)

### Aurel Drăgan (2 noiembrie 1938 -
Jucător de volei, supranumit (de specialiști, de fani și de ziariști) „Ridicătorul cu mâini de aur”, Aurel Drăgan a fost considerat cel mai valoros coordonator din lume în anii ’60, atunci când a obținut cele mai importante titluri internaționale. Cu el la pupitru în teren, naționala României a cucerit titlul european în 1963 și medalia de argint în 1958. De asemenea, a urcat de trei ori pe podiumul Campionatelor Mondiale (loc II - 1966, loc III - 1960 și 62). Împreună cu naționala României, pentru care a jucat de 210 ori în perioada 1956-1970, a participat și la Jocurile Olimpice din 1964, de la Tokyo, acolo unde a ocupat locul 4. În 1966, anul în care a devenit vicecampion mondial, a fost selecționat în echipa lumii. În perioada 1957-1974, perioada în care a apărat culorile clubului „Rapid” București, a cucerit trei trofee în Cupa Campionilor Europeni (1961, 1963, 1965) și a jucat alte patru finale (1960, 1962, 1966, 1967).   De asemenea, alături de coechipierii săi de la formația giuleșteană, a cucerit 10 titluri de campion national.
Tot la Rapid a debutat și în cariera de tehnician, fiind antrenor-jucător al echipei în perioada 1969-1974. Apoi, a preluat clubul Steaua, club cu care a cucerit titlul în 1978, și pe care l-a dus în finalele Cupei Cupelor, în 1977, respectiv Cupei Campionilor Europeni, în 1979.  În mai multe perioade (1971-1975; 1978-1979) a făcut parte din colectivul de antrenori ai echipei naționale masculine de volei.
Profesor universitar, domnul Aurel Drăgan a fost și secretarul general al Federației Române de Volei în perioada 1989 – 1994. Maestru Emerit al Sportului (1963), și Antrenor Emerit (1994), Aurel Drăgan a fost decorat de mai multe ori cu: Ordinul Meritul Sportiv clasa a II-a (1967); Crucea Națională Serviciul Credincios clasa a II-a (2000); Crucea Națională Serviciul Credincios clasa I (2003).

### Vasile Doljanu/Burtea (8 iunie 1928 -
Colonel, Comandor - Inginer Șef la Școala Superioară de Aeronautică Civilă SSAC (Școala de ofițeri de aviație) Boboc, jud. Buzau. A urmat cursurile Academiei Militare Tehnice, Facultatea de Aviație, specialitatea ingineri avion-motor, promoția 1955. A fost numit inginer șef adjunct la Divizia 66 Aviație Craiova în anul 1955. În perioada 1960 - 1968 a fost comandantul Școlii de Maiștri Militari de Aviație „Traian Vuia” din Mediaș. A fost unul dintre cei mai valoroși comandanți ai acestei prestigioase școli de aviație.
 Acest articol despre o localitate din județul Dolj este deocamdată un ciot. Puteți ajuta Wikipedia prin completarea lui.

1. ↑  „Rezultate alegeri locale 2020”. Autoritatea Electorală Permanentă. Accesat în 28 august 2024.
2. ↑  „Rezultate alegeri locale 2024”. Autoritatea Electorală Permanentă. Accesat în 28 august 2024.
3. ↑  „Results of the 2021 census”. National Institute of Statistics. Accesat în 28 august 2024.
4. ↑  „Medii lunare pentru Calafat, Romania”. weather.com. Accesat în 7 iulie 2013.
5. ↑  Ionescu, Ion (1939). Istoricul Comunei Hunia.